# Kanton Divion
Der Kanton Divion ist ein ehemaliger, von 1992 bis 2015 bestehender französischer Wahlkreis im Arrondissement Béthune, im Département Pas-de-Calais und in der früheren Region Nord-Pas-de-Calais. Sein Hauptort war Divion.

## Geografie
Der Kanton lag im Mittel 54 Meter über Normalnull, zwischen 37 und 138 Metern. Die höchste und die niedrigste Erhebung lagen jeweils in Divion.

## Gemeinden
Der Kanton bestand aus drei Gemeinden:
| Gemeinde         | Einwohner Jahr | Fläche km² | Bevölkerungsdichte | Code INSEE | Postleitzahl |
| ---------------- | -------------- | ---------- | ------------------ | ---------- | ------------ |
| Calonne-Ricouart | 5.563 (2013)   | 4,61       | 1207 Einw./km²     | 62194      | 62470        |
| Divion           | 6.775 (2013)   | 10,96      | 618 Einw./km²      | 62270      | 62460        |
| Marles-les-Mines | 5.732 (2013)   | 4,55       | 1260 Einw./km²     | 62555      | 62540        |